# Hanceville, British Columbia
Hanceville är ett samhälle i Kanada.   Det ligger i provinsen British Columbia, i den sydvästra delen av landet, 3 500 km väster om huvudstaden Ottawa. Hanceville ligger 691 meter över havet och antalet invånare är 10 000.
Terrängen runt Hanceville är huvudsakligen kuperad, men norrut är den platt. Hanceville ligger nere i en dal. Trakten runt Hanceville är nära nog obefolkad, med mindre än två invånare per kvadratkilometer.. Det finns inga andra samhällen i närheten. 
Trakten runt Hanceville består i huvudsak av gräsmarker.